# Sodíková výbojka

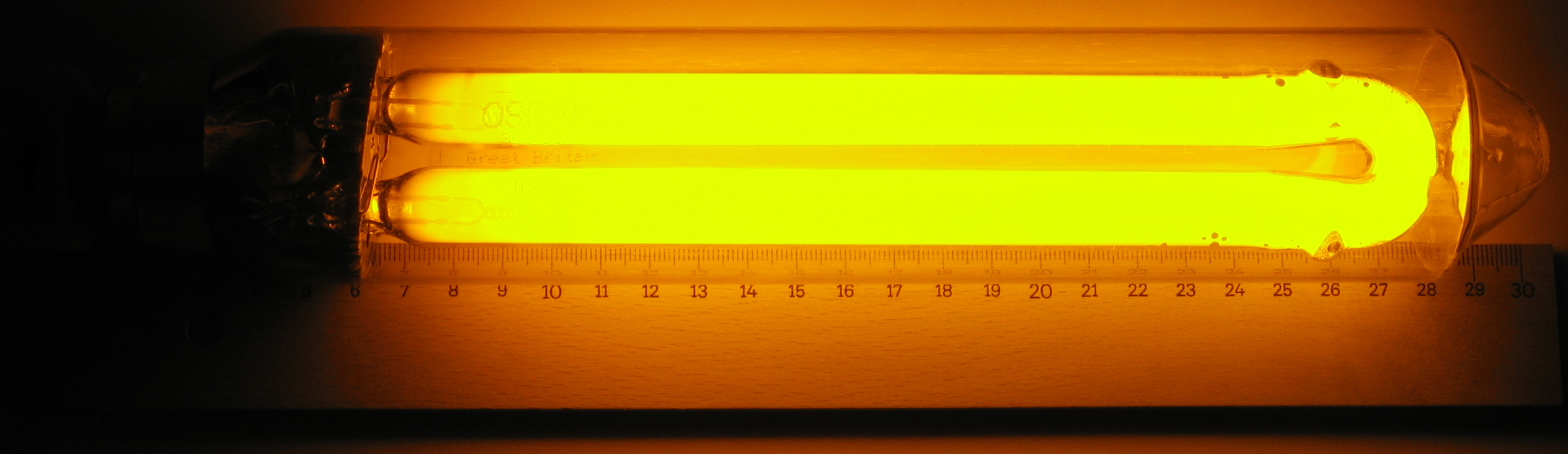
Nízkotlaká sodíková výbojka

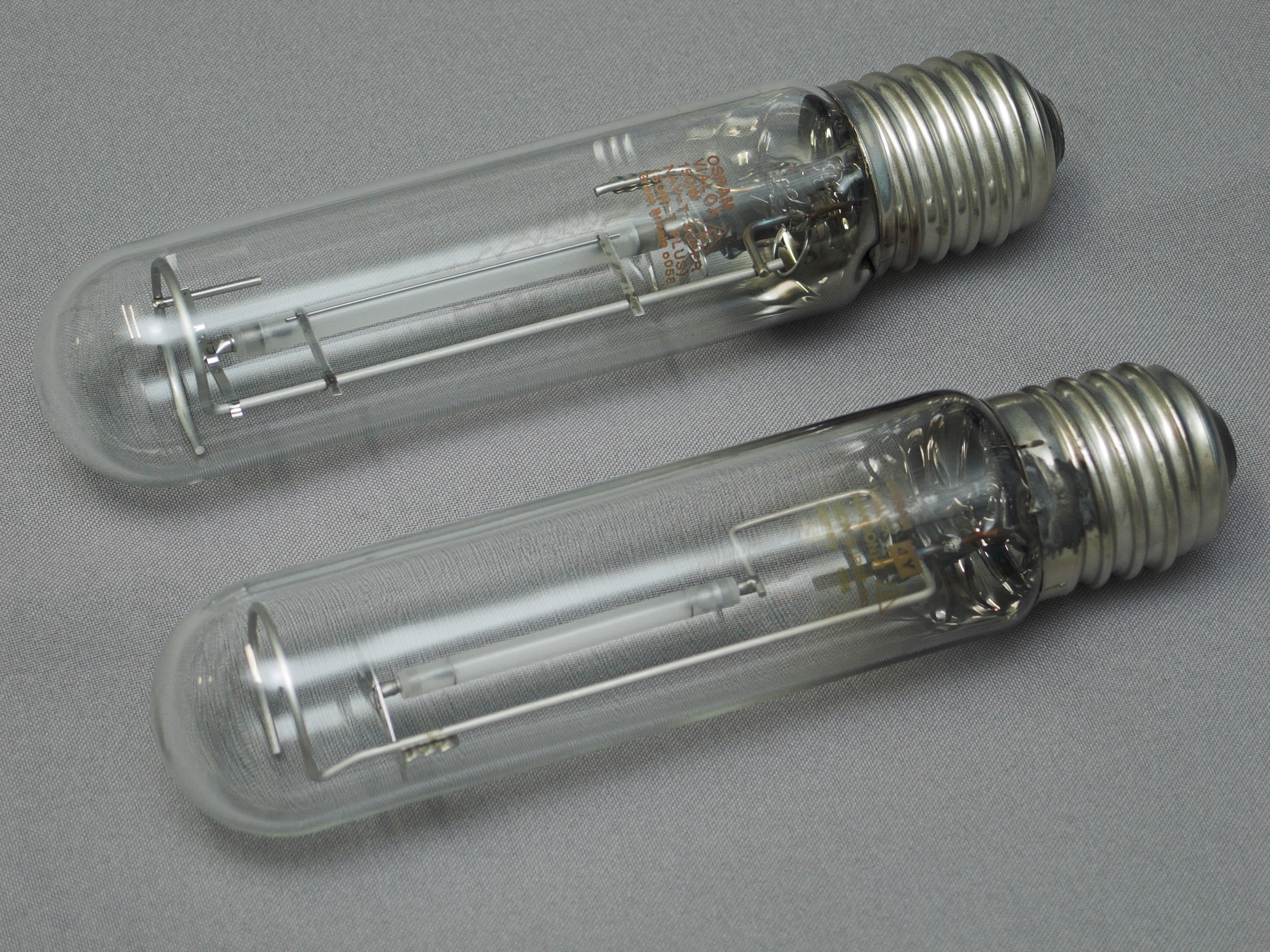
Vysokotlaké sodíkové výbojky

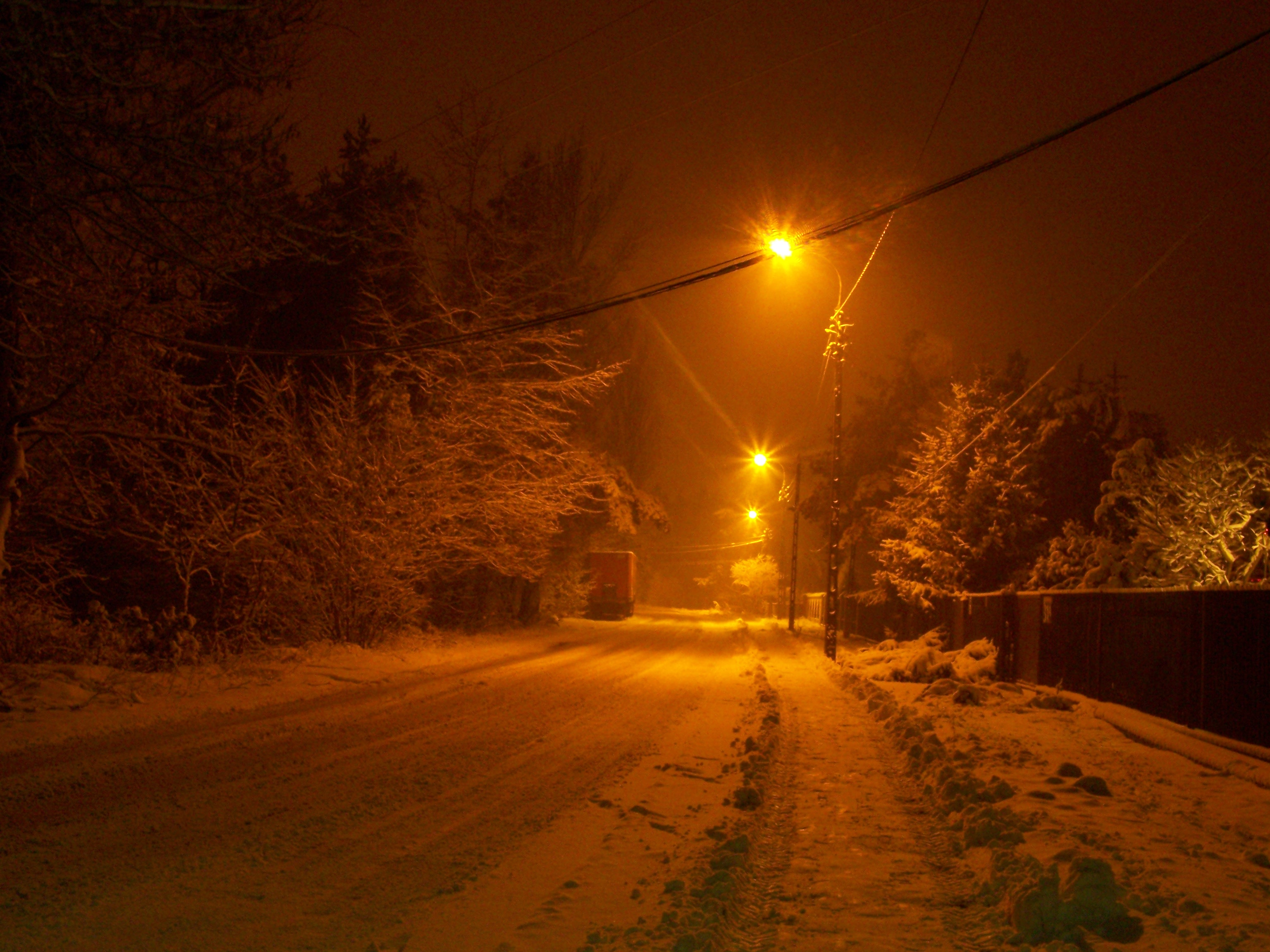
Cesta osvětlená vysokotlakými sodíkovými výbojkami

Sodíková výbojka je druh výbojky, která používá elektrický výboj v prostředí sodíkových výparů k výrobě světla. Existují dvě varianty těchto výbojek: nízkotlaké a vysokotlaké. Protože sodíkové výbojky způsobují méně světelného znečištění než rtuťové výbojky, mnoho míst, které mají velké astronomické observatoře, je uplatňují.

## Nízkotlaké sodíkové výbojky

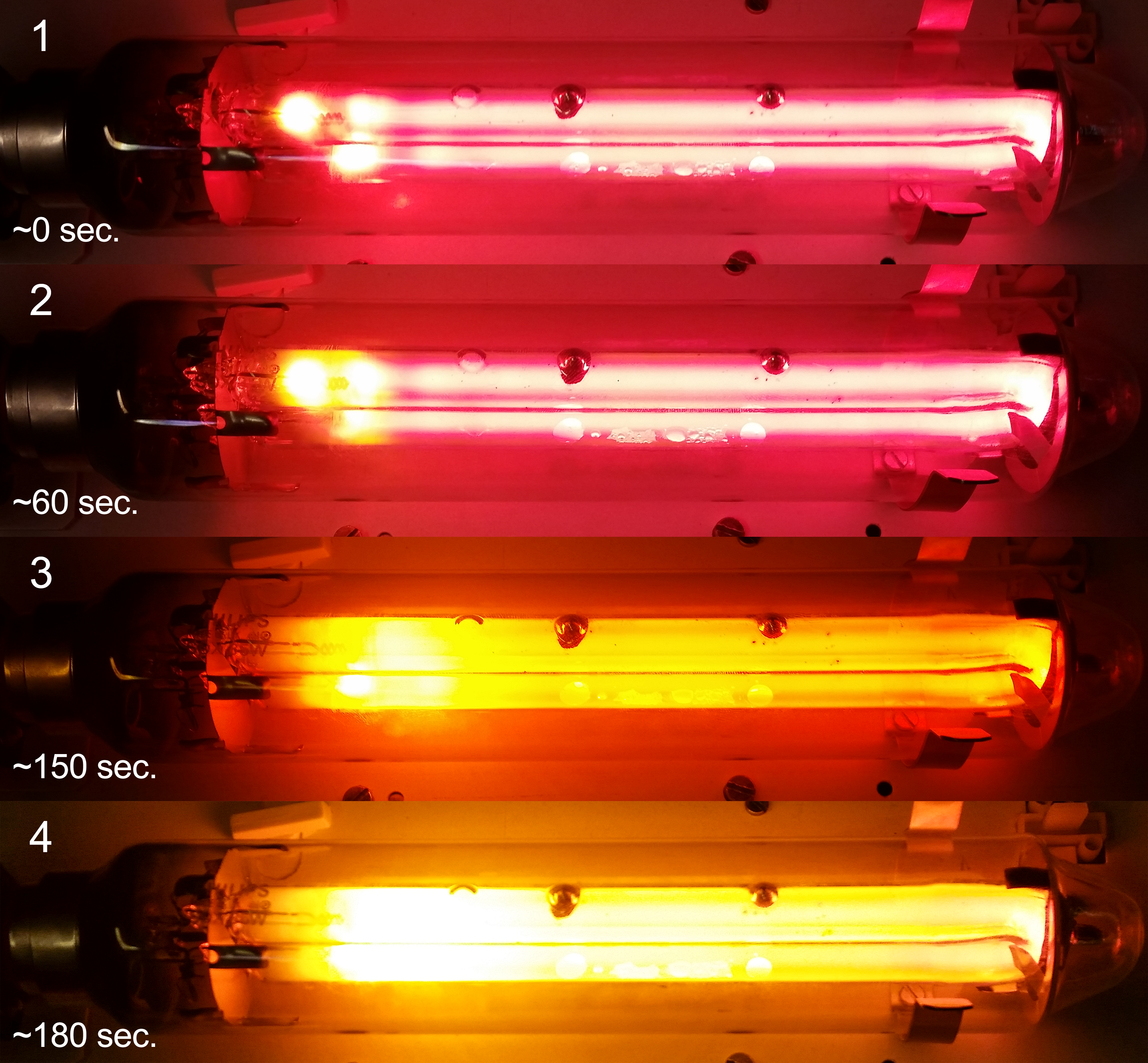
Zahřívací fáze nízkotlaké sodíkové výbojky. Růžové světlo Penningově směsi se postupně mění na monochromatickou žlutou.

Nízkotlaké sodíkové výbojky mají výbojku z borokřemičitého skla, která obsahuje kovový sodík, malou dávku neonu a argonu v Penningově směsi kvůli spuštění plynového výboje. Výbojka může být přímá nebo ve tvaru písmene U. Po zapnutí začne výbojka emitovat matné červené/růžové světlo, které ohřívá kovový sodík a během několika minut, jak se začne kovový sodík vypařovat, se světlo změní na jasně žluté. Protože je světlo nízkotlakých sodíkových výbojek monochromatické, index podání barev je rovný nule a nelze rozlišit jednotlivé barvy. Jsou proto nevhodné pro osvětlení komunikací.

## Vysokotlaké sodíkové výbojky
Vysokotlaké sodíkové výbojky jsou menší a obsahují další prvky jako rtuť a vytvářejí tmavě růžovou záři po zapnutí, a růžovo-oranžové světlo po zahřátí. Některé výbojky také produkují čiré až namodralé bílé světlo mezi zapnutím a zahřátím. Kvůli extrémně vysoké chemické aktivitě vysokotlaké sodíkové výbojky je oblouková lampa vyrobena z průhledného oxidu hlinitého. Xenon je u nízkotlakých sodíkových výbojek použit jako „startovací plyn“. Má nižší tepelnou vodivost a nižší ionizační energii ze všech neradioaktivních vzácných plynů. U vysokotlakých výbojek také dochází ke zkreslení barev, jsou ale stále odlišitelné, což je nesporná výhoda oproti výbojkám nízkotlakým.